# Barou-en-Auge
Barou-en-Auge település Franciaországban, Calvados megyében. Lakosainak száma 64 fő (2022. január 1.). Barou-en-Auge Louvagny, Morteaux-Coulibœuf, Norrey-en-Auge és Saint-Pierre-en-Auge községekkel határos.

## Népesség
A település népességének változása:
| Lakosok száma | 100  | 84   | 72   | 84   | 88   | 82   | 78   | 70   | 69   | 64   |
|               | 1968 | 1982 | 1990 | 2006 | 2013 | 2015 | 2017 | 2019 | 2020 | 2022 |